# AG-55 (Spanje)

De AG-55

De AG-55 of Autovía/Autopista de la Costa de la Muerte (Galicisch: Autovía/Autoestrada da Costa da Morte) is een autoweg in Galicië en verbindt A Coruña met (voorlopig) Bayo. Tussen La Coruña en Carballo is het een tolweg, tussen Carballo en Berdoyas is het een tolvrije autovía. De AG-55 is 72 kilometer lang.